# Луї Партуно
Луї Партуно (фр. Louis Partouneaux; 1769—1835) — французький генерал, учасник походу Наполеона до Росії.
Під час Великої Французької революції Партуно 13 липня 1791 року вступив добровольцем в 1-й Паризький гренадерський батальйон і 12 січня 1792 року був призначений молодшим лейтенантом до 50-го піхотного полку. Брав участь у кампанії 1792 в Італії і 15 квітня 1793 за відзнаки був проведений в капітани. В 1793 він відзначився під Тулоном і був призначений командиром батальйону. У 1797 році Партуно як ад'ютант генерала Рея бився при Ріволі, а після укладання Кампо-Формійський мир був посланий з дипломатичними дорученнями до Рима та Венеції.